# Académico do Aeroporto do Sal
L''Académico do Aeroporto do Sal és un club capverdià de futbol de la ciutat d'Espargos a l'illa de Sal.

## Història
El club va ser fundat el 1966.

## Palmarès
- Lliga capverdiana de futbol[2]
  - 2003
- Lliga de Sal de futbol[3]
  - 1985/86, 1987/88, 1994/95, 2001/02, 2002/03, 2003/04, 2005/06, 2006/07, 2007/08, 2009/10, 2012/13, 2014/15, 2015/16, 2016/17
- Copa de Sal
  - 2001/02, 2005/06, 2006/07, 2008/09
- Super-Copa de Sal
  - 2008/09, 2010/11, 2012/13

## Trajectporia
- 1r (2001-02)
- 1r (2002-03)
- 1r (2003-04)
- 1r (2005-06)
- 1r (2007-08)
- 1r (2010-11)
- 1r (2012-13)
- 1r (2014-15)

## Jugadors destacats
- Devon
- Hernâni Martins

## Presidents destacats
- Carlos Moniz (-2014/15)
- Carlos Cabeto